# Chris Marker
Chris Marker (29 juli 1921 – 29 juli 2012) was een Frans cineast, documentairemaker, schrijver, fotograaf en mediakunstenaar. Hij wordt als een van de grondleggers van het genre filmessay beschouwd. Zijn bekendste films zijn La jetée (1962) (die als inspiratie diende voor de films 12 Monkeys), Le fond de l'air est rouge (1977), Sans Soleil (1983) en AK (1985), een film-essay over de Japanse filmmaker Akira Kurosawa. Marker wordt vaak geassocieerd met ‘Rive Gauche’, een filmstroming nauw verwant met de nouvelle vague die in de late jaren 1950 opkwam. Andere filmmakers van die stroming waren onder meer Alain Resnais, Agnès Varda, Henri Colpi en Armand Gatti.
Alain Resnais, met wie hij samen onder andere Les statues meurent aussi (1952) maakte, noemde hem "het prototype van de mens van de 21ste eeuw."
Film theoreticus Roy Armes zei over hem: "Marker is onclassificeerbaar omdat hij uniek is ... de Franse Cinema heeft zijn "toneelschrijvers", zijn dichters, zijn technici en zijn autobiografen, maar heeft slechts één ware essayist: Chris Marker."

## Biografie
Over Markers privéleven is weinig bekend, maar over het algemeen wordt ervan uitgegaan dat hij geboren werd als Christian François Bouche-Villeneuve op 29 juli 1921. De weinige interviews die hij gaf, gebeurden schriftelijk (via e-mail bijvoorbeeld) en er zijn slechts een handvol foto's van hem bekend. Zo is zijn geboorteplaats vaak voer voor discussie. Bepaalde bronnen, waaronder hijzelf, beweerden dat hij geboren werd in Ulan Bator, Mongolië. Andere bronnen vermelden Belleville, in de omgeving van Parijs, en nog anderen Neuilly-sur-Seine.
Voor de Tweede Wereldoorlog studeerde Marker met Sartre filosofie in Parijs. Gedurende de Tweede Wereldoorlog was hij actief bij de Maquis (FTP), een onderdeel van het Franse verzet. Op een bepaald moment zou hij Frankrijk verlaten hebben om de Amerikaanse luchtmacht als paratrooper te vergezellen maar volgens bepaalde bronnen zou dit deel uitmaken van de mythe die zich rond zijn figuur vormde. Na de oorlog begon hij aan een carrière als journalist. Hij schreef aanvankelijk voor het neo-katholieke, marxistische tijdschrift Esprit, waar hij bevriend raakte met collega journalist André Bazin. Voor Esprit schreef hij politieke commentaren, gedichten, kort verhalen en (samen met Bazin) filmrecensies. Later zou hij een van de eerste medewerkers van Bazin's Cahiers du cinéma worden.
Gedurende deze periode begon Marker de wereld rond te reizen als journalist en fotograaf, een roeping die hij de rest van zijn leven zou verderzetten. Hij werd door de Franse uitgeverij Éditions du Seuil als redacteur van de serie Petite Planète (Kleine Wereld) ingehuurd. In 1949 publiceerde Marker zijn eerste roman, Le Coeur net, die over luchtvaart ging. In 1952 publiceerde Marker een geïllustreerd essay over de Franse schrijver Jean Giraudoux, Giraudoux Par Lui-Même.

### Vroege carrière (1950–1961)
Gedurende zijn prille carrière als journalist groeide Markers interesse voor filmmaken en in de vroege jaren 50 begon hij met fotografie te experimenteren. Rond dezelfde tijd werd hij bevriend met vele leden van wat toen "Rive Gauche" genoemd werd, onder anderen Alain Resnais, Agnès Varda, Henri Colpi, Armand Gatti en de schrijvers Marguerite Duras en Jean Cayrol. Deze groep wordt vaak met de Franse Nouvelle Vague geassocieerd die op dat moment furore maakte. Beide groepen waren met elkaar bevriend en velen onder hen waren collega's journalisten. De term "Rive Gauche" (linkeroever) werd bedacht door de filmcriticus Richard Roud, die hen de volgende eigenschappen toewees; "een voorliefde voor een soort van bohemien leven en een ongeduldigheid tegenover de conformiteit van de "rechteroever", een hoge mate van betrokkenheid in de literatuur en de beeldende kunst, met als gevolg een grote interesse om experimentele film te maken", evenals een identificatie met links (politiek). Veel van Marker's eerste films werden geproduceerd door Anatole Dauman..
In 1952 maakte Marker zijn eerste film Olympia 52, een documentaire over de Olympische Zomerspelen 1952. In 1953 werkte Marker samen met Resnais aan de documentaire Les statues meurent aussi (Ook standbeelden sterven). De film onderzoekt traditionele Afrikaanse kunst en het verval hiervan veroorzaakt door de opkomst van het Westerse kolonialisme. De film won de Prix Jean Vigo in 1954 maar werd door de Franse censuur verboden wegens zijn kritiek op het Franse kolonialisme.
Nadat hij als assistent werkte voor Resnais' film Nuit et Brouillard maakte Marker in 1955 het korte documentaire "film essay"Dimanche a Pekin in de stijl die kenmerkend zou worden voor zijn oeuvre. De film werd in twee weken gedraaid terwijl hij met Armand Gatti in september 1955 door China reisde. In 1957 maakte Marker de film Lettre de Sibérie waarin hij zijn eigen, typische stijl verder ontwikkelde. De film is een essay over de graduele ondergang van de Siberische cultuur en individualiteit. De film vermengt beelden die Marker in Siberië draaide met onder andere oude nieuwsbeelden en animatiefilms en wordt begeleid door Markers typische commentaarstem die de vorm aanneemt van een brief van een regisseur aan zijn toeschouwers. In één sequentie herhaalt Marker dezelfde beelden driemaal na elkaar met telkens een verschillend commentaar: de eerste maal looft de commentaarstem de Sovjet-Unie, de tweede maal wordt deze net aan de kaak gesteld en de derde maal biedt de stem een objectieve kijk.
In 1959 maakte Marker samen met Walerian Borowczyk de animatiefilm Les Astronautes. De film is een combinatie van traditionele tekeningen en fotografische beelden. In 1960 maakte Marker Description d'un combat, een documentaire over de Staat Israël die mijmert over het verleden en toekomst van het land. De film won de Gouden Beer voor beste documentaire op het 11de Internationaal filmfestival van Berlijn.
In januari 1961 reisde Marker naar Cuba waar hij de film ¡Cuba Sí! draaide. De film promoot en verdedigt Fidel Castro en bevat twee interviews met de Comandante. De film eindigt met een anti-Amerikaanse epiloog waarin de Verenigde Staten in verlegenheid gebracht worden omtrent het Varkensbaai-incident De film werd hierdoor verboden. Het verboden essay werd evenwel gepubliceerd in het eerste volume van Markers verzamelde filmcommentaren Commentaires I, gepubliceerd in 1961. Het volgende jaar publiceerde Marker Coréennes, een verzameling van foto's en essays over de omstandigheden in Korea.

### La jetéeenLe joli mai(1962–1966)
Marker verwierf internationale bekendheid voor de kortfilm La jetée (de pier) uit 1962. De film is een Apocalyptische en post-apocalyptische fictie over een experiment met Tijdreizen. De film, die bijna geheel uit filmstills bestaat, vertelt de beklemmende geschiedenis over een man die ergens na afloop van de Derde Wereldoorlog, als de wereld door radioactieve fall-out onleefbaar is geworden, door de toekomstige heersers op een soort virtuele tijdreis wordt ingescheept om zich een utopisch verleden te herinneren waarin de mensheid verder kan leven. Een van de hoofdrollen in de film wordt gespeeld door Belgisch filmhistoricus, -conservator en -archivaris Jacques Ledoux. La Jetée vormde de inspiratie voor verschillende films waaronder Terry Gilliam's 12 Monkeys (1995).
Terwijl hij La Jetee maakte, werkte Marker simultaan aan de 150 minuten durende essay-film Le joli mai, uitgebracht in 1963. Vanaf de lente van 1962 verzamelde hij samen met zijn cameraman Pierre Lhomme 55 uur interviews met willekeurige mensen in de straten van Parijs. De vragen, gesteld door een onzichtbare Marker, handelen over diverse zaken: zowel het persoonlijke leven van de geïnterviewden als sociale en politieke zaken die in die tijd relevant waren, komen aan bod. Net zoals hij met de montages van landschappen en inheemse kunst had gedaan, creëerde Marker een filmessay dat diverse levens naast elkaar plaatst en met elkaar contrasteren door het gebruik van zijn typische voice-over (hier ingesproken door Markers vrienden, de zanger/acteur Yves Montand in de Franstalige versie en Simone Signoret in de Engelstalige versie). De film werd vergeleken met de Cinéma vérité films van Jean Rouch, en werd bekritiseerd door de beoefenaars van het genre uit die tijd. De film werd in 1963 in competitie getoond op het Filmfestival van Venetië, en won er de prijs voor het beste debuut. De film won eveneens de Gouden Duif op het Leipzig DOK Festival.
Na de documentaire Le Mystère Koumiko uit 1965, maakte Marker Si j'avais quatre dromadaires, een essay-film dat net als La jetée een fotomontage is van om en bij de 800 foto's die Marker gedurende de voorbije 10 jaar in 26 verschillende landen had gemaakt. Het opzet voor de commentaar is net iets anders dan bij zijn voorgaande films: in deze film laat hij een fictieve fotograaf een discussie houden met twee vrienden omtrent de getoonde foto's. De titel van de film is een verwijzing naar een gedicht van Guillaume Apollinaire.

### SLON en ISKRA (1967–1974)
In 1967 publiceerde Marker zijn tweede volume verzamelde film essays, Commentaires II. In hetzelfde jaar organiseerde hij de omnibus film Loin du Vietnam, een pretest tegen de Vietnamoorlog met naast stukken van Marker zelf, bijdrages van Jean-Luc Godard, Alain Resnais, Agnès Varda, Claude Lelouch, William Klein, Michele Ray en Joris Ivens. De film bevat zowel oorlogsbeelden van beide kampen als beelden van anti-oorlogsprotesten in New York en Parijs.
Vanuit deze oorspronkelijk groepering van links filmmakers richtte Marker de groep S.L.O.N. op. (Société pour le lancement des oeuvres nouvelles, tevens het Russische woord voor "olifant"). SLON was een filmcollectief met de doelstelling films te maken en arbeiders te motiveren om zelf filmcollectieven uit de grond te stampen. Bij de leden behoorden onder anderen Valerie Mayoux, Jean-Claude Lerner, Alain Adair en John Tooker. Meestal wordt Marker als regisseur of coregisseur vermeld bij alle films die door SLON gerealiseerd werden.
Na de gebeurtenissen in mei 1968, voelde Marker zich moreel verplicht om zijn persoonlijke filmcarrière achter zich te laten en zich te wijden aan SLON en diens activiteiten. De films die Marker met SLON maakte waren onder andere À bientôt, j'espère (Rhodiacéta) in 1968., La Sixième face du pentagone, La Bataille des dix millions en Le Train en marche.
In 1974 werd SLON I.S.K.R.A. (Images, Sons, Kinescope, Réalisations, Audiovisuelles, tevens de naam van Vladimir Lenins politieke krant Iskra).

### Terugkeer naar eigen werk (1974–1986)
In 1974 keerde Marker terug naar zijn persoonlijke werk en maakte hij een film los van ISKRA. La Solitude du chanteur de fond is een documentaire van één uur over een benefietconcert voor Chileense vluchtelingen van zijn vriend Yves Montand. Het concert was Montands eerste publieke optreden in vier jaar en de film bevat fragmenten van zijn lange carrière als zanger en acteur.
Sinds 1973 werkte Marker met ISKRA aan een film over Chili. Hiervoor werkte hij samen met de Belgische socioloog Armand Mattelart en ISKRA-leden Valérie Mayoux en Jacqueline Meppiel. Het resultaat was de tweeënhalf uur durende documentaire La Spirale die uitkwam in 1975. De film brengt het relaas van de gebeurtenissen in Chili, beginnend bij de verkiezing van de socialistische President Salvador Allende tot de staatsgreep in 1973 waarbij Allende vermoord werd.
Marker begon vervolgens aan een van zijn meest ambitieuze films, Le fond de l'air est rouge (Engelse titel: A Grin Without a Cat), die uitkwam in 1977. De film was bedoeld als een allesomvattend portret van de politieke beweging sinds mei 1968 en een opsomming van het werk dat hij de voorbije tien jaar verricht had. De film is opgedeeld in twee stukken: de eerste helft is gewijd aan de hoop en het idealisme van voor mei 1968, de tweede helft toont de desillusie en de teleurstellingen van nadien. De film begint met de trappenscène uit Pantserkruiser Potjomkin van Sergej Eisenstein. Marker duidt deze scène als een fictieve creatie van Eisenstein, een beeld dat de perceptie van een historische gebeurtenis blijvend zou beïnvloeden. Hoewel Marker in deze film weinig commentaar geeft, is de film door zijn montagestructuur en zijn preoccupatie met het geheugen een zeer typische Marker-film.
Bij het verschijnen van de film werd hij bekritiseerd omdat hij een groot aantal actuele thema's van Nieuw Links, zoals de vrouwenbeweging, de seksuele revolutie en emancipatie van de arbeider niet behandelt. De film werd in 2002 in de VS opnieuw uitgebracht.
In de late jaren 70 reisde Marker over de hele wereld. Hij verbleef onder andere een lange periode in Japan. Over deze reis publiceerde Marker het foto-essay Le Dépays in 1982. Deze ervaring zou hij ook voor zijn volgende film gebruiken  Sans Soleil, die uitkwam in 1982.
 Sans Soleil tast de grenzen af van wat documentaire is. De film is een essay waarin stukken documentaire met fictie en filosofische opmerkingen vermengd worden. Het geheel is een meditatie over de aard van het menselijk geheugen. De film toont aan dat het onmogelijk is om de nuances en context van een specifieke herinnering vast te houden en dat de perceptie van persoonlijke en algemene geschiedenis hierdoor wordt beïnvloed. De belangrijkste thema's in de film zijn herinnering en reizen en de film bevat voornamelijk beelden die op eilanden gefilmd zijn zoals Japan, de Bissagoseilanden in Guinee-Bissau, de Kaapverdische Eilanden, Ierland, IJsland maar ook het Île-de-France. De film bevat tevens een lange sequentie over San Francisco die refereert aan Alfred Hitchcock's Vertigo. Marker noemde Vertigo de enige film "die in staat is om onmogelijk geheugen, krankzinnig geheugen te portretteren." De voice-over wordt geleverd door een niet nader beschreven vrouw die brieven voorleest van de cameraman Sandor Krasna. Krasna is een fictief persoon en ongetwijfeld een alter ego van Marker zelf.  Sans Soleil werd in 1983 getoond op het Filmfestival van Berlijn, waar het de OCIC Award won. Hij werd ook bekroond met de Sutherland Trophy door het British Film Institute.
In 1984 werd Marker uitgenodigd door producent Serge Silberman om Akira Kurosawa's Ran te documenteren. Hieruit ontstond A.K., uitgebracht in 1985. Een film die uiteindelijk meer focust op Kurosawa's afstandelijke en beleefde persoonlijkheid dan op het maken van de film zelf. De film werd in 1985 vertoond in de sectie Un certain regard op het Filmfestival van Cannes, terwijl Ran zelf niet afgemaakt was en er niet werd vertoond.
In 1985 overleed Simone Signoret, met wie Marker een langdurige vriendschap had opgebouwd, aan kanker. Als eerbetoon maakte Marker in 1986 de tv-documentaire Memoires pour Simone.

### Mediakunst en latere carrière (1987-2012)
In zijn latere leven ontwikkelde Marker een grote interesse voor digitale technologie. Dit leidde onder andere tot zijn film Level 5 (1996) en Immemory (1998, 2008), een interactieve cd-rom, geproduceerd door het Centre Pompidou (Franstalige versie) en Exact Change (Engelstalige versie). In 2005 maakte Marker een multimediaal werk voor het Museum of Modern Art in New York met als titel Owls at Noon Prelude:. The Hollow Men. Marker was ook actief op Second Life waar een virtuele tentoonstelling met zijn werk te bezichtigen is.
Marker stierf op zijn 91e verjaardag.

## Filmografie
- Olympia 52 (1952)
- Les statues meurent aussi (1953 met Alain Resnais)
- Dimanche a Pekin (1956)
- Letters from Siberia (1957)
- Les Astronautes (1959 met Walerian Borowczyk)
- Description d'un combat (1960)
- ¡Cuba Sí! (1961)
- La jetée (1962)
- Le joli mai (1963, herwerkt in 2006)
- Le Mystère Koumiko (1965)
- Si j'avais quatre dromadaires (1966)
- Loin du Vietnam (1967)
- Rhodiacéta (1967)
- La Sixième face du pentagone (1968 met Reichenbach)
- Cinétracts (1968)
- À bientôt, j'espère (1968 met Marret)
- On vous parle du Brésil: Tortures (1969)
- Jour de tournage (1969)
- Classe de lutte (1969)
- On vous parle de Paris: Maspero, les mots ont un sens (1970)
- On vous parle du Brésil: Carlos Marighela (1970)
- La Bataille des dix millions (1971)
- Le Train en marche (1971)
- On vous parle de Prague: le deuxième procès d'Artur London (1971)
- Vive la baleine (1972)
- L'Ambassade (1973)
- On vous parle du Chili: ce que disait Allende (1973 met Littin)
- Puisqu'on vous dit que c'est possible (1974)
- La Solitude du chanteur de fond (1974)
- La Spirale (1975)
- le fond de l'air est rouge (1977)
- Quand le siècle a pris formes (1978)
- Junkopia (1981)
- Sans Soleil (1983)
- 2084 (1984)
- From Chris to Christo (1985)
- Matta (1985)
- A.K. (1985)
- Eclats (1986)
- Mémoires pour Simone (1986)
- Tokyo Days (1988)
- Spectre (1988)
- L'héritage de la chouette (1989)
- Bestiaire (three short video haiku) (1990)
  - Bestiaire 1. Chat écoutant la musique
  - Bestiaire 2. An owl is An owl is an owl
  - Bestiaire 3. Zoo Piece
- Getting away with it (1990)
- Berlin 1990 (1990)
- Détour Ceausescu (1991)
- Théorie des ensembles (1991)
- Coin fenètre (1992)
- Azulmoon (1992)
- Le Tombeau d'Alexandre aka The Last Bolshevik (1992)
- Le 20 heurs dans les camps (1993)
- Prime Time in the Camps (1993)
- SLON Tango (1993)
- Bullfight in Okinawa (1994)
- Eclipse (1994)
- Haiku (1994)
  - Haiku 1. Petite Ceinture
  - Haiku 2. Chaika
  - Haiku 3. Owl Gets in Your Eyes
- Casque bleu (1995)
- Silent Movie (1995)
- Level Five (1997)
- Un maire au Kosovo (2000)
- One Day in the Life of Andrei Arsenevich (2000)
- Le facteur sonne toujours cheval (2001)
- Avril inquiet (2001)
- Le souvenir d'un avenir (with Bellon 2003)
- Chats Perchés (2004) een documentaire over M. Chat street art
- Leila Attacks (2006)